# Saint-Ferréol-Trente-Pas
Saint-Ferréol-Trente-Pas é uma comuna francesa na região administrativa de Auvérnia-Ródano-Alpes, no departamento de Drôme. Estende-se por uma área de 21,48 km². Em 2010 a comuna tinha 269 habitantes (densidade: 12,5 hab./km²).